# (3025) Higson
(3025) Higson es un asteroide perteneciente al cinturón de asteroides, descubierto el 20 de agosto de 1982 por Carolyn Shoemaker y por su esposo que también era astrónomo Eugene Shoemaker desde el Observatorio del Monte Palomar, Estados Unidos.

## Designación y nombre
Designado provisionalmente como 1982 QR. Fue nombrado Higson en honor al astrónomo estadounidense Roger Higson.